# Tibor Andrásfi
Dans le nom hongrois Andrásfi Tibor, le nom de famille précède le prénom, mais cet article utilise l’ordre habituel en français Tibor Andrásfi, où le prénom précède le nom.
Tibor Andrásfi, né le 10 décembre 1999, est un escrimeur hongrois pratiquant l'épée.

## Carrière
En 2022, lors des Jeux européens, il reporte le titre en équipe avec Máté Koch, Dávid Nagy et Gergely Siklósi. Lors des championnats d'Europe 2024 il remporte le bronze en individuel, cédant la finale à son compatriote Gergely Siklósi.

## Palmarès
- Jeux olympiques
  -  Médaille d'or par équipes  aux Jeux olympiques de 2024 à Paris

- Championnats du monde
  -  Médaille d'argent par équipes aux championnats du monde 2025 à Tbilissi

- Championnats d'Europe d'escrime
  -  Médaille d'or par équipes en 2023 à Cracovie
  -  Médaille de bronze en individuel en 2024 à Bâle